# Dora Bouchoucha

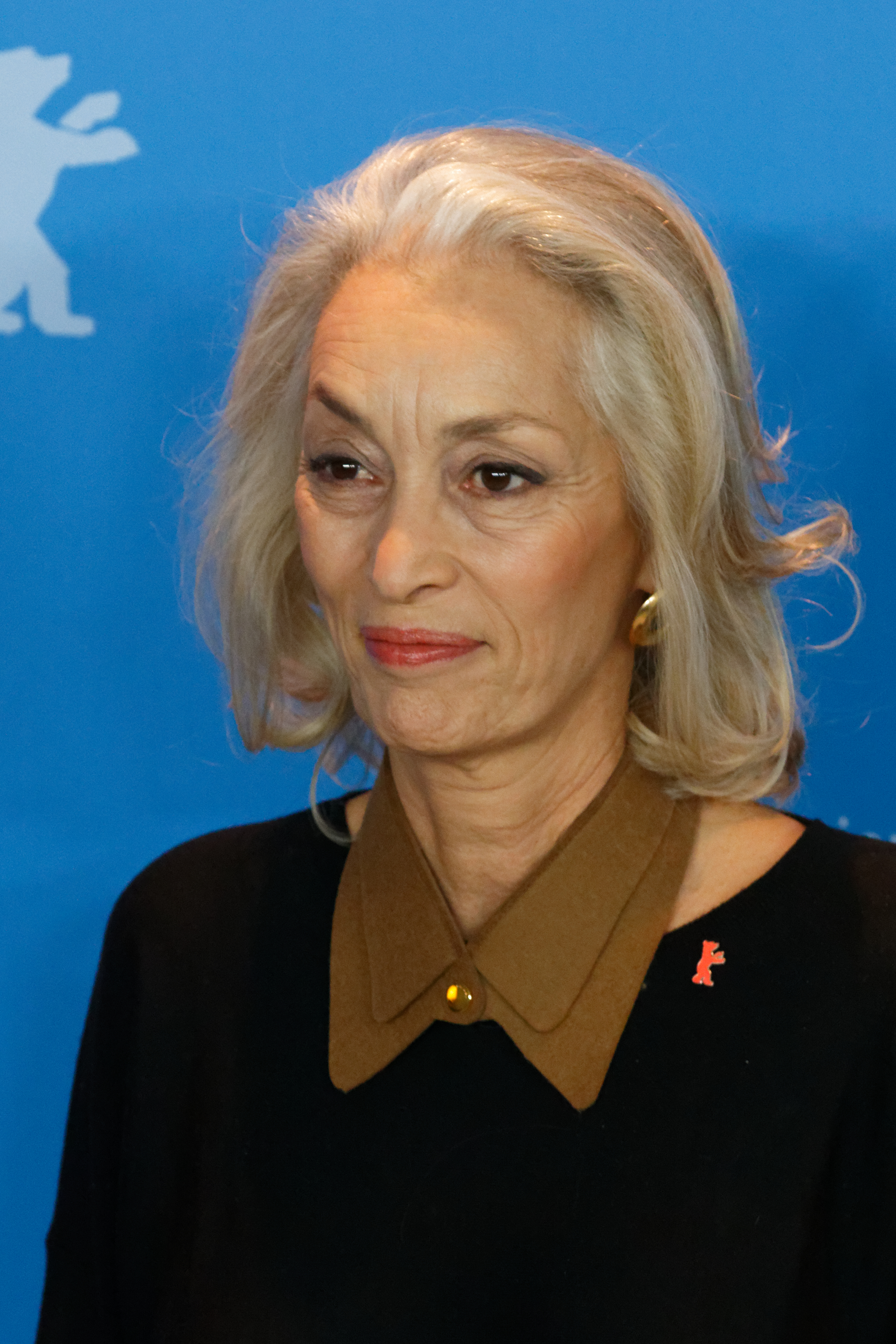
Dora Bouchoucha Fourati auf der Berlinale 2017

Dora Bouchoucha Fourati (arabisch درة بوشوشة, DMG Durra Būšūša; geboren am 11. Oktober 1957 in Manouba) ist eine tunesische Filmproduzentin.

## Leben
Bouchoucha wuchs in einer bürgerlichen Familie in Manouba auf. Ihr Vater war der Rektor eines Krankenhauses, ihre Mutter leitete ein Waisenhaus, womit sie als Kind häufig in Kontakt mit Armut und tragischen Schicksalen kam. Sie war eines der wenigen Mädchen auf dem renommierten Bubengymnasium Collège Sadiki in Tunis. Als Jugendliche arbeitete sie ehrenamtlich am Carthage Film Festival mit. Sie studierte Englisch und begann, englische Untertitel für Filme zu übersetzen.
Mitte der 1990er Jahre begann sie, als Produzentin zu arbeiten. Sie kam in Kontakt mit dem Filmproduzenten Ahmed Attia, der sie für die Filmproduktion begeisterte. 1995 gründete sie ihre eigene Produktionsfirma Nomadis Images. Als Produzentin arbeitete sie eng zusammen mit Regisseuren, ist auch an Kamera, Kostümen und Schnitt beteiligt. 1997 gründete sie die Drehbuchwerkstatt Sud Ecriture, an der über 200 Menschen seitdem teilgenommen haben.
Ihr bisher größter Erfolg war der Film Hedis Hochzeit, der auf den Internationalen Filmfestspielen Berlin 2016 im Wettbewerb gezeigt und mit zwei Preisen ausgezeichnet wurde, als bester Erstlingsfilm und den Darstellerpreis des Festivals. Im Folgejahr, auf den Internationalen Filmfestspielen Berlin 2017, wurde sie in die Wettbewerbsjury eingeladen.
Einladungen in weitere Kommissionen folgten. Sie ist Teil der tunesischen Kommission für individuelle Freiheiten und Gleichheit (Commission des libertés individuelles et de l'égalité), die der tunesische Präsident Béji Caïd Essebsi 2017 einrichtete, um mögliche Gesetzesreformen für mehr Menschenrechte im Sinne der neuen Verfassung der Republik Tunesien von 2014 zu untersuchen. 2018 wurde sie in die Academy of Motion Picture Arts and Sciences eingeladen. Laut der Zeitschrift New Africander zählte sie 2017 zu den 100 einflussreichsten Afrikanern.

## Auszeichnungen
- 2010: Grand officier de l'Ordre tunisien du Mérite[5]
- 2015: Ordre des Arts et des Lettres (Kommandeur)[6]
- 2016: Ordre de la République tunisienne[7]
- Retrospektive ihres Werks auf dem El Gouna Film Festival 2018[8]

## Filmografie
- 1997: Sabriya (Kurzfilm; Regie: Abderrahmane Sissako)
- 2000: Demain, je brûle (Regie: Mohamed Ben Smaïl)
- 2000: Zeit der Männer, Zeit der Frauen (La Saison des hommes; Regie: Moufida Tlatli)
- 2001: One Evening in July (Kurzfilm; Regie: Raja Amari)
- 2001: Avec tout mon amour (Regie: Amalia Escriva)
- 2002: Satin rouge (Regie: Raja Amari)
- 2003: Le Soleil assassiné (Regie: Abdelkrim Bahloul)
- 2004: Seekers of Oblivion (Regie: Raja Amari)
- 2008: Slaget om Tobruk (Regie: Václav Marhoul)
- 2009: Les Secrets (Regie: Raja Amari)
- 2012: C'était mieux demain (Regie: Hinde Boujemaa)
- 2013: Ouled Ammar (Regie: Nasreddine Ben Maati)
- 2016: Hedis Hochzeit (نحبك هدي, Inhebbek Hedi; Regie: Mohamed Ben Attia)
- 2018: Corps étranger (Regie: Raja Amari)
- 2018: Weldi (Regie: Mohamed Ben Attia)